# Partia Lipawska
Partia Lipawska (łot. Liepājas partija, LP) – łotewska prawicowa partia regionalna działająca w Lipawie założona w 2004. 

## Historia
Partia Lipawska została założona 14 grudnia 2004 przez ponad 300 aktywnych politycznie mieszkańców Lipawy. Za cel postawiła sobie pracę na rzecz dobra miasta i jego mieszkańców bez wchodzenia w polityczne spory na poziomie centralnym, zagwarantowanie stabilnego rozwoju Lipawy oraz zapewnienie godnego życia jej mieszańcom. Ugrupowanie występuje z programem na rzecz Lipawy we wszystkich obszarach jej życia: zatrudnienia, kultury, sportu, zdrowia mieszkańców, turystyki, bezpieczeństwa, oświaty, ochrony środowiska oraz dzieci i młodzieży. 
W wyborach w 2009 Partia Lipawska uzyskała 35,14% głosów i 6 mandatów w radzie miejskiej, cztery lata później 37,06% głosów i 7 mandatów, zaś w 2017 – 31,26% i 6 mandatów. W tym czasie partia współrządziła miastem z Łotewskim Zjednoczeniem Regionów. Merem miasta pozostawał od 1997 do 2018 lider partii Uldis Sesks. Następnie przez trzy lata funkcję tę zajmował Jānis Vilnītis z Łotewskiego Zjednoczenia Regionów. Po wyborach w 2021, w których Partia Lipawska uzyskała 41,19% głosów i 6 radnych, tworząc największy klub w radzie miejskiej, merem miasta został przedstawiciel ugrupowania Gunārs Ansiņš. 
Ugrupowanie od lat prowadzi działalności na arenie ogólnołotewskiej. W wyborach 2006 z ramienia Partii Ludowej mandat posłanki uzyskała Aija Barča. W lipcu 2010 Partia Lipawska zawarła porozumienie ze Związkiem Zielonych i Rolników (ZZS), na mocy którego dwóch jej przedstawicieli znalazło się na listach związku. Po rozwiązaniu Partii Ludowej niektórzy jej działacze z terenu Lipawy przeszli do Partii Lipawskiej. W wyborach w 2010 Partia Lipawska uzyskała w Sejmie dwóch przedstawicieli: Oskarsa Zīdsa i Aiję Barčę. Juris Bārzdiņš został ministrem zdrowia z ramienia Partii Lipawskiej w drugim rządzie Valdisa Dombrovskisa. W przyspieszonych wyborach w 2011 do Sejmu dostała się Aija Barča. W wyborach parlamentarnych w 2014 Partia Lipawska uzyskała 3 mandaty. 
W 2015 partia wystawiła swojego kandydata na premiera – Mārisa Kučinskisa, po tym jak do dymisji podała się Laimdota Straujuma. W wyborach w 2018 partia wystawiła łącznie pięciu kandydatów, uzyskała jednak tylko jeden mandat sejmowy w ramach koalicji Związku Zielonych i Rolników, który objął ponownie premier Māris Kučinskis.
W czerwcu 2022 Partia Lipawska zerwała współpracę z ZZS, przyłączając się do nowej inicjatywy wyborczej „Zjednoczona Lista”, współtworzonej przez Łotewską Partię Zielonych oraz Łotewskie Zjednoczenie Regionów. Ostatecznie koalicja uzyskała 11,01% głosów, wprowadzając do Sejmu 15 posłów. Wśród nich znalazł się jedyny przedstawiciel Partii Lipawskiej Māris Kučinskis.